# ریک دانکو
ریک دانکو (انگلیسی: Rick Danko؛ ۲۹ دسامبر ۱۹۴۲ – ۱۰ دسامبر ۱۹۹۹) یک موسیقی‌دان اهل کانادا بود. وی بین سال‌های ۱۹۵۶ تا ۱۹۹۹ میلادی فعالیت می‌کرد.